# Nico Delvaux
Nico Delvaux, född 1966, är en belgisk civilingenjör och företagsledare.
Delvaux tillträdde som verkställande direktör och koncernchef för Assa Abloy den 18 juni 2018. Dessförinnan var han VD för Metso Corporation i Finland. Tidigare hade han flera ledande positioner inom Atlas Copco. Han är belgisk medborgare och utbildad civilingenjör från Université Libre de Bruxelles, samt har en MBA från Handelshogeschool Antwerp i Belgien.